# Nicolás Millán
Nicolás Millán (ur. 17 listopada 1991 w Santiago) – chilijski piłkarz grający na pozycji napastnika. Najmłodszy debiutant w historii chilijskiej ekstraklasy – zadebiutował w niej w wieku 14 lat i 9 miesięcy w barwach CSD Colo-Colo 10 września 2006.